# Sultanpur (Madhya Pradesh)
Sultanpur é uma cidade e uma nagar panchayat no distrito de Raisen, no estado indiano de Madhya Pradesh.

## Geografia
Sultanpur está localizada a 23° 09′ N, 77° 56′ L. Tem uma altitude média de 366 metros (1 200 pés).

## Demografia
Segundo o censo de 2001, Sultanpur tinha uma população de 8 716 habitantes. Os indivíduos do sexo masculino constituem 54% da população e os do sexo feminino 46%. Sultanpur tem uma taxa de literacia de 57%, inferior à média nacional de 59,5%: a literacia no sexo masculino é de 63% e no sexo feminino é de 50%. Em Sultanpur, 18% da população está abaixo dos 6 anos de idade.